# 芥川孫十郎
芥川 孫十郎（あくたがわ まごじゅうろう）は、戦国時代の武将。摂津国芥川山城主。実名は不明だったが、常信とする説が提唱されている。

## 略歴
通説では三好之長の子である芥川次郎（長光または長則）の子とされるが、享禄4年（1530年）から天文8年（1539年）にかけて活動が確認できる芥河常清（中務丞、豊後守）の子である可能性が指摘される。
天文15年（1546年）、細川氏綱・遊佐長教が反乱を起こし摂津の諸城を攻撃し始めると他の国人達に倣い9月18日に降伏し、芥川山城を薬師寺元房に奪われた。しかし、翌天文16年（1547年）に三好長慶と主君・細川晴元が反撃すると6月25日に元房が降伏、芥川山城は返却された。天文17年（1548年）、長慶が晴元及び同族の三好政長に反旗を翻すと長慶に同調し、摂津と山城国の国境付近を封鎖して晴元・政長軍の行軍を妨害、翌天文18年（1549年）の江口の戦いの勝利に貢献した。
天文21年（1552年）4月、長慶が、晴元方である波多野元秀の丹波国八上城を包囲した際、三好方として従っていた孫十郎は、池田長正と共に離反した。同年12月、一旦長慶の下に帰参したが、翌天文22年（1553年）7月に足利義藤と結んだ晴元に呼応して再び反逆、長慶を東西から挟撃した。しかし、即座に芥川山城を包囲され、8月に義藤らも長慶に敗れ近江国坂本へ退避したため孤立する。8月22日に芥川山城を長慶に明け渡し降伏し、長慶の弟・三好実休を頼り阿波国へ出立するが、以後消息不明となる。長慶は芥川山城を居城として三好氏の最盛期を築いた。